# Макарово (Можайский район)
Макарово — деревня в сельском поселении Клементьевское Можайского района Московской области. До реформы 2006 года относилась к Павлищевскому сельскому округу. Численность постоянного населения по Всероссийской переписи 2010 года — 27 человек.
Деревня расположена на северо-востоке района, примерно в 4 км к северу от Можайска, на правом берегу Москва-реки, высота над уровнем моря 172 м. Ближайшие населённые пункты — Игумново на юге, Тетерино на юго-западе и Неровново на севере. Через деревню проходит региональная автодорога 46К-1492 Руза — Тетерино.